# Liste der höchsten Bauwerke in Japan

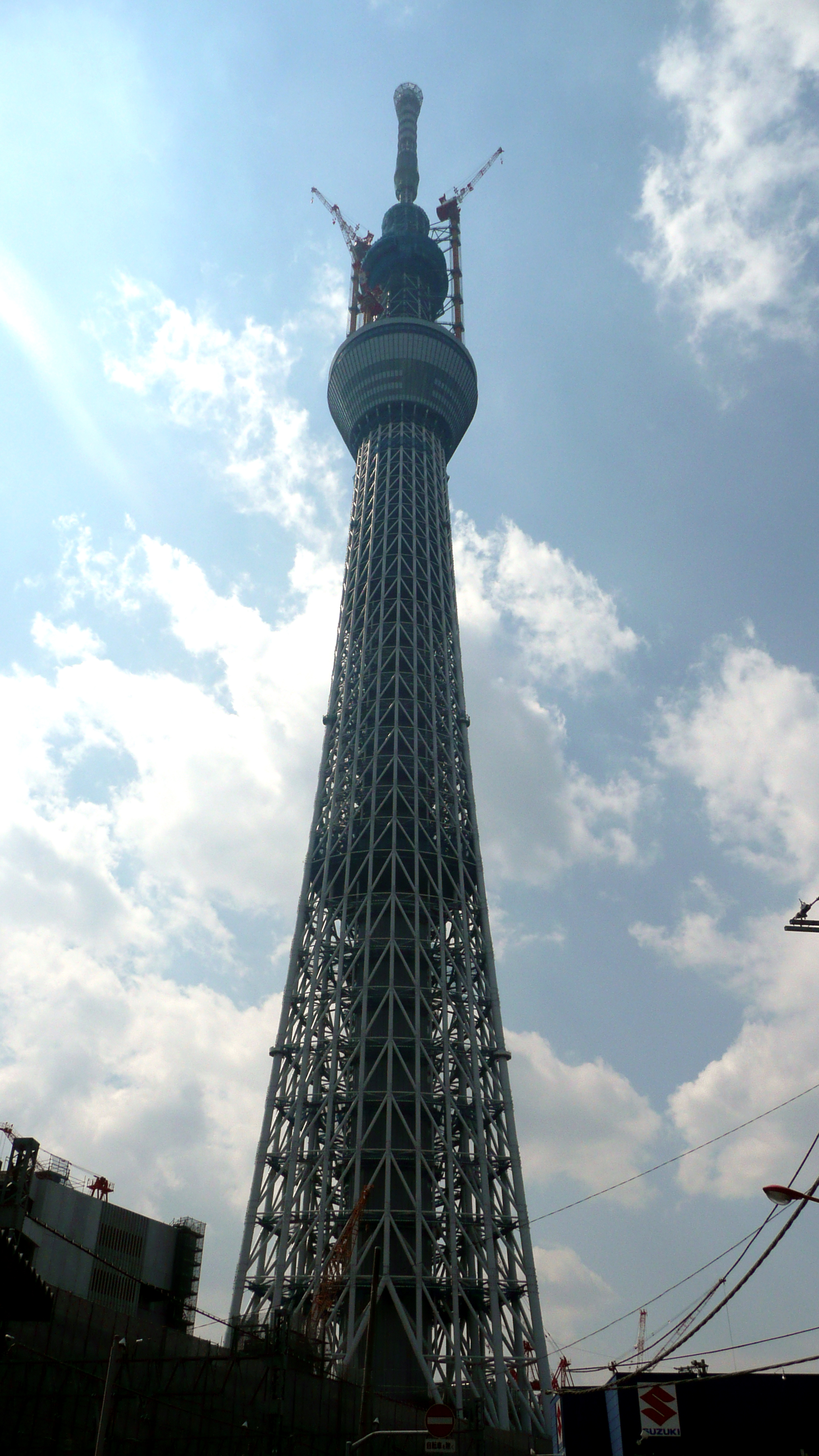
Tokyo Sky Tree, Neuer Fernsehturm von Tokio, mit 634 m höchstes Bauwerk in Japan

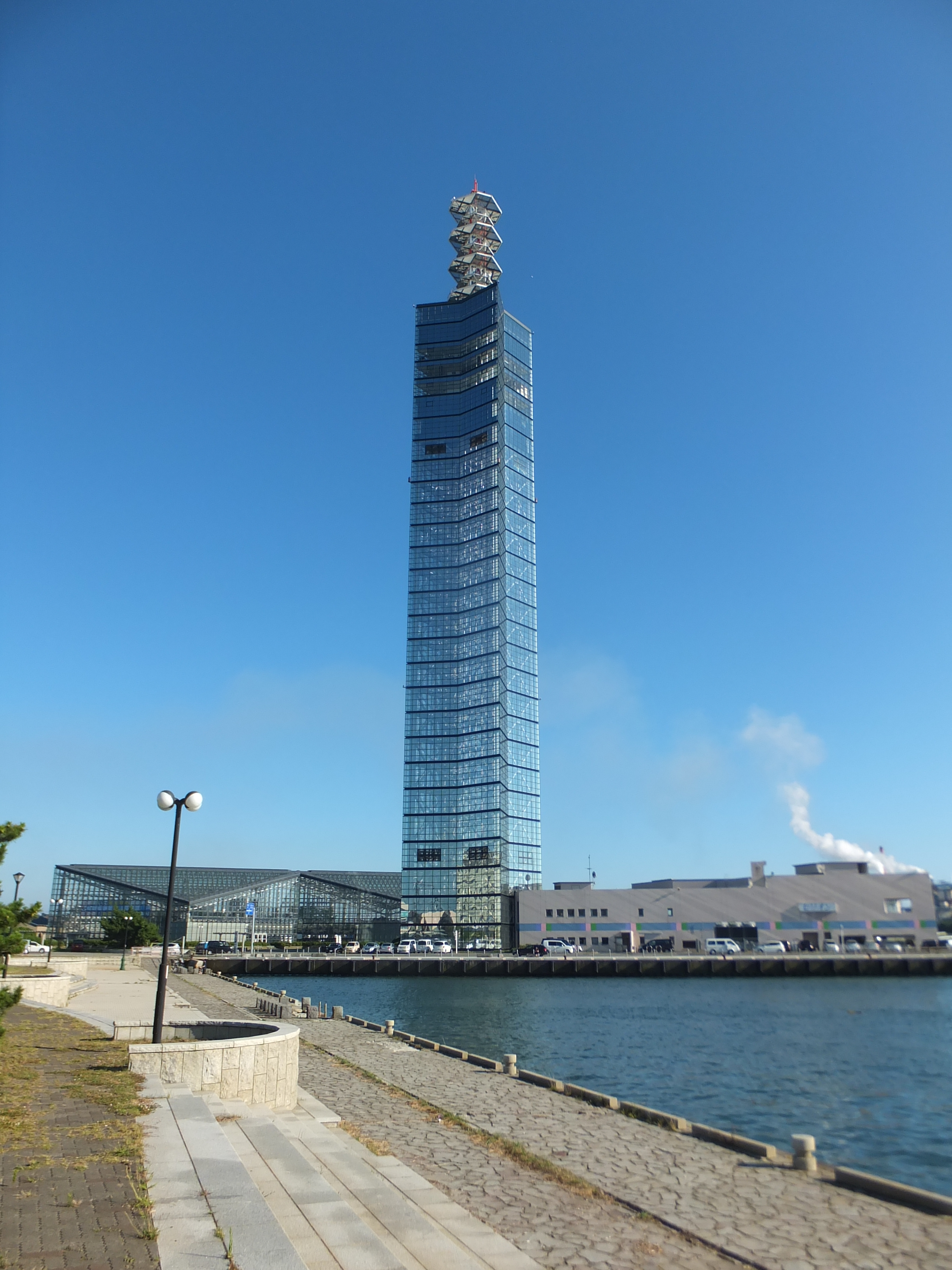
Akita Port Tower Selion

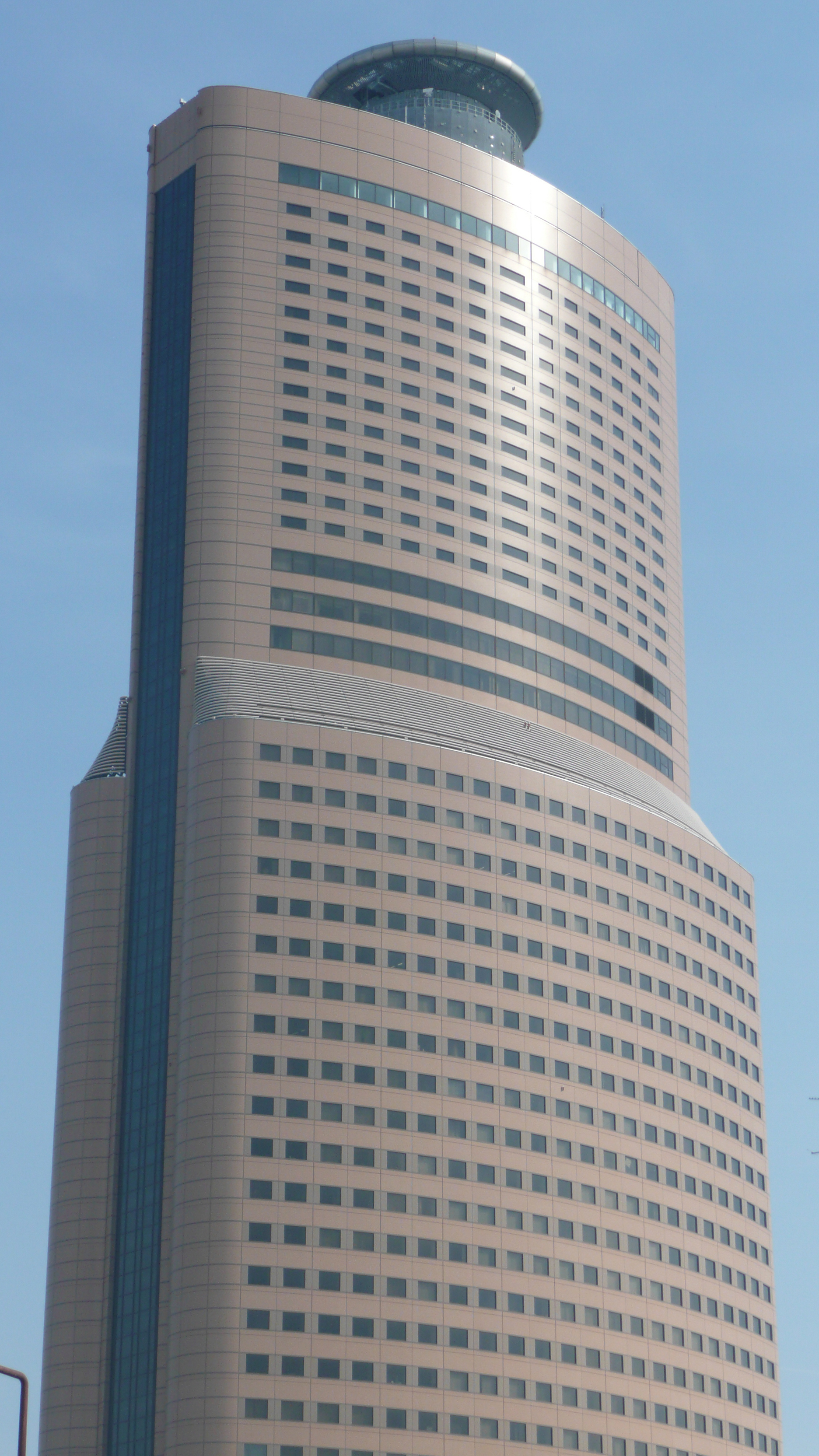
„Act Tower“ – Höchstes Gebäude von Hamamatsu

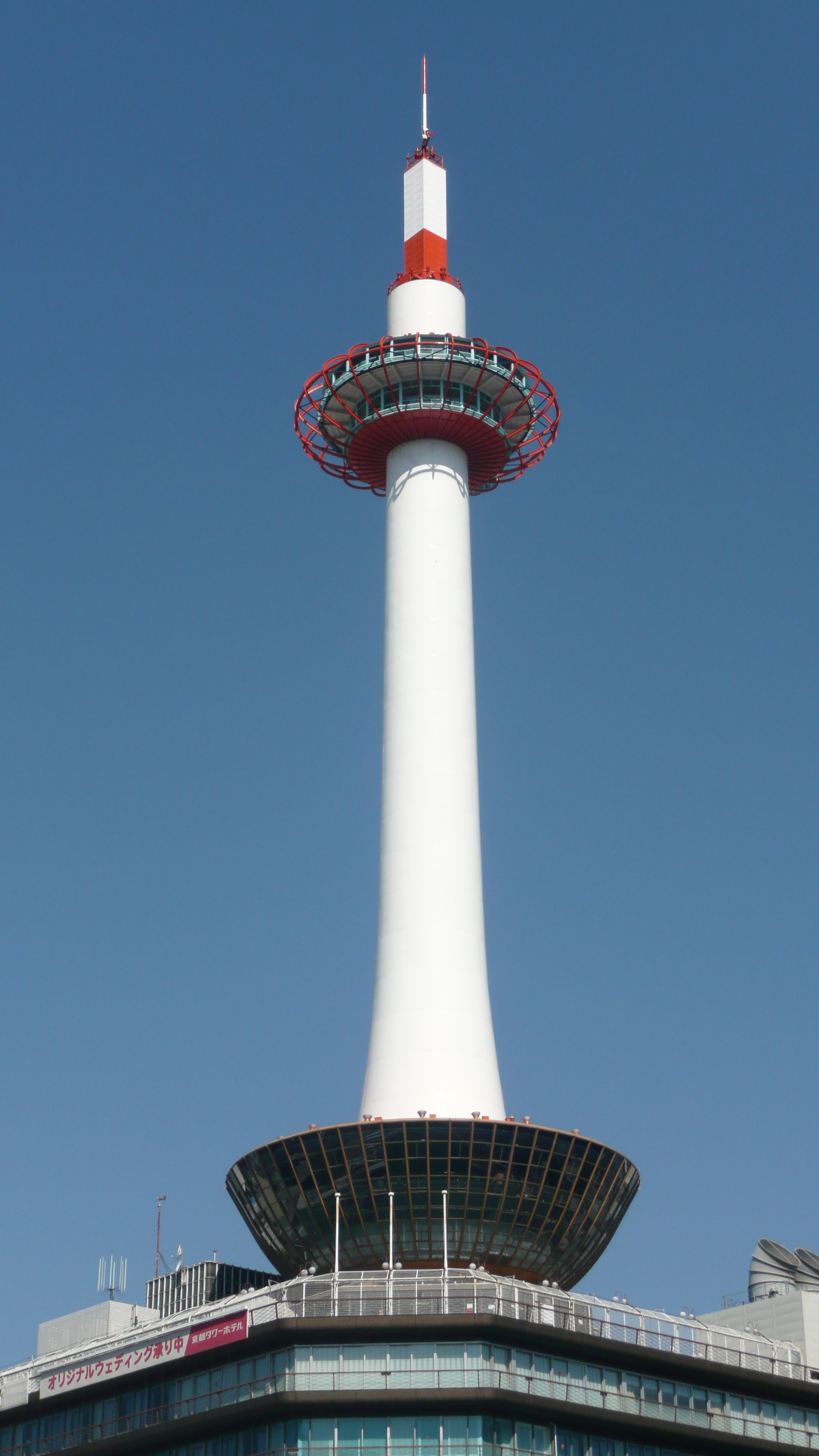
Kyoto Tower

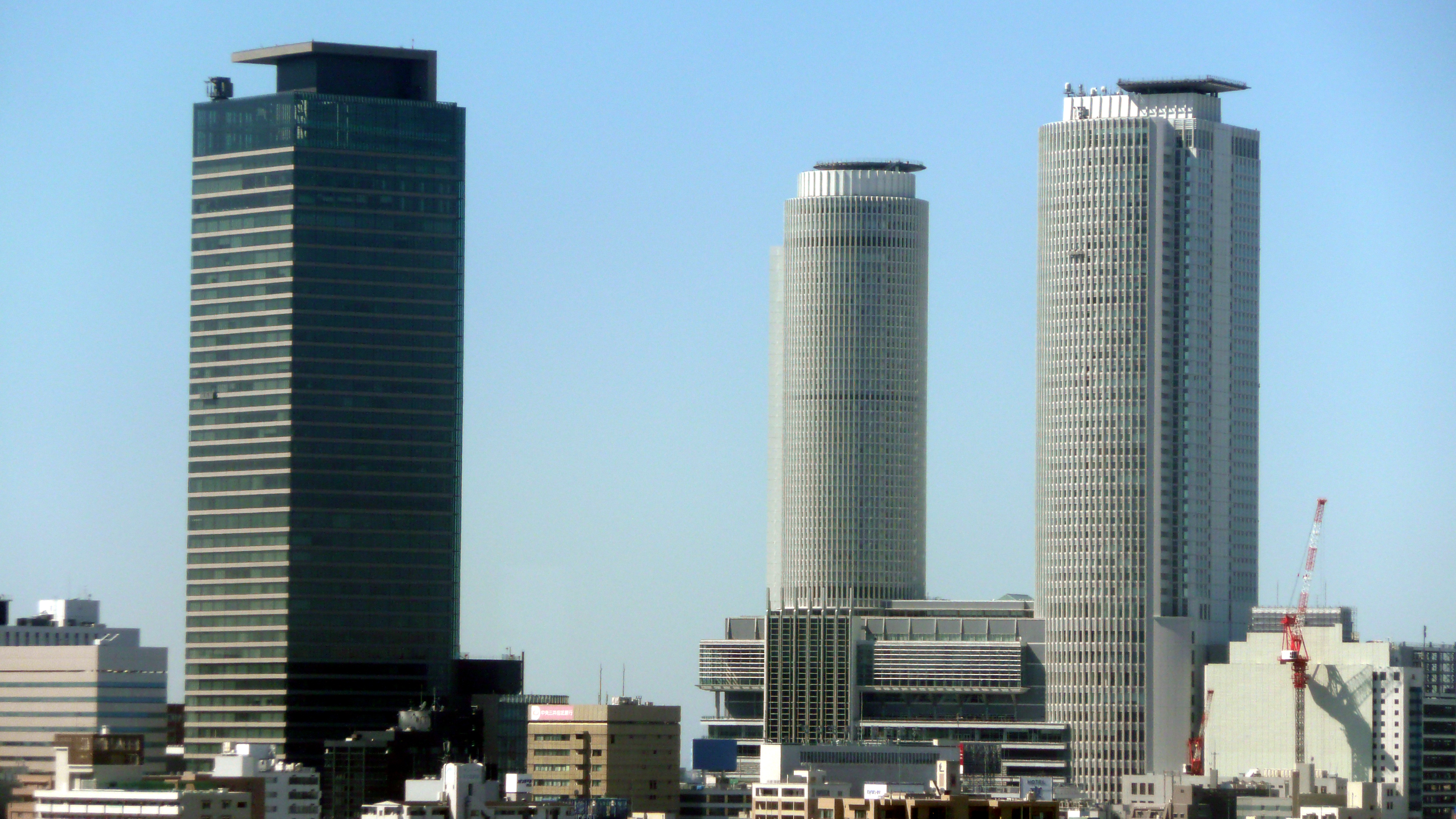
Midland Square (Toyota-Mainichi Building) und JR Central Towers in Nagoya

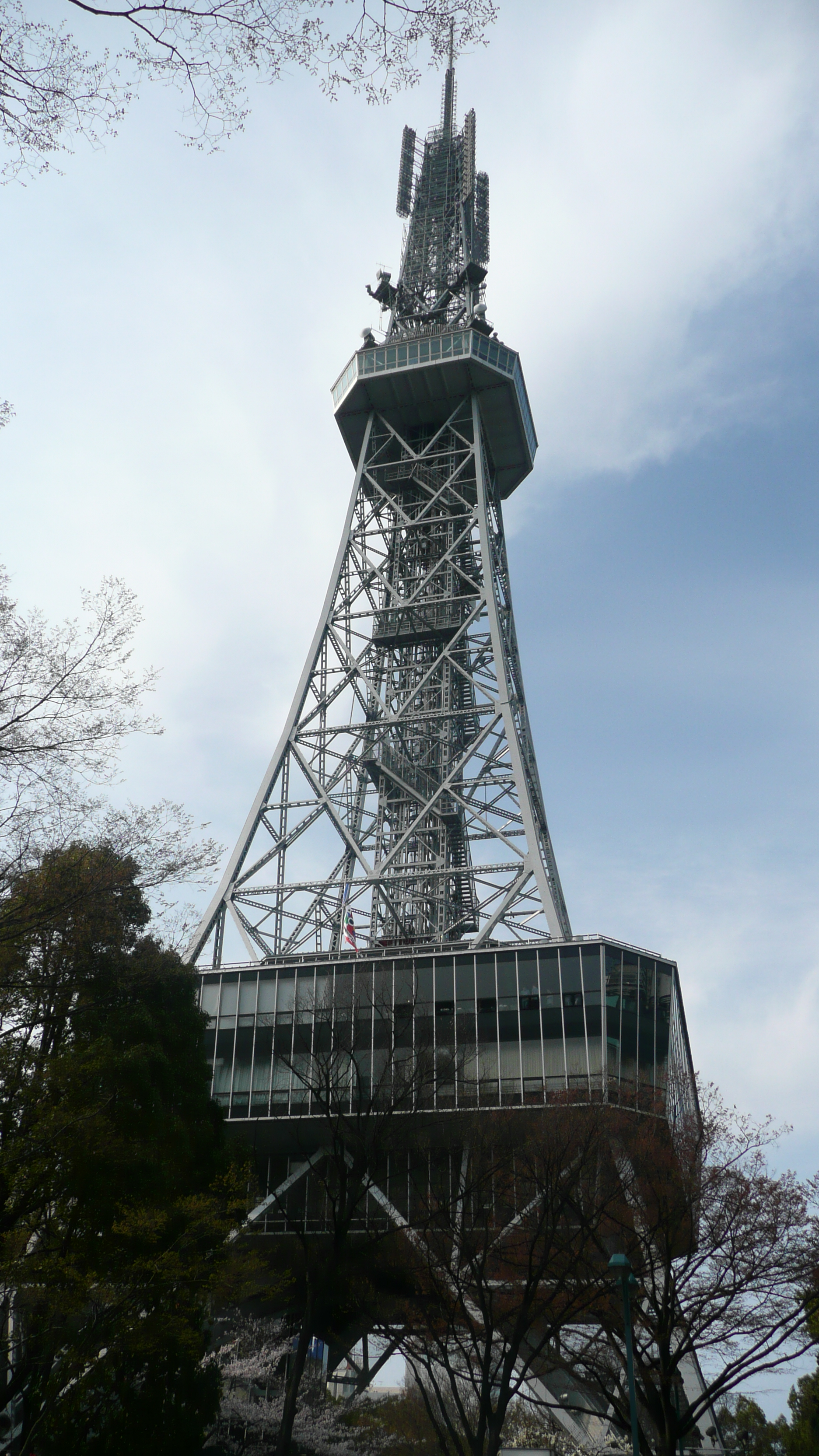
Nagoya TV Tower

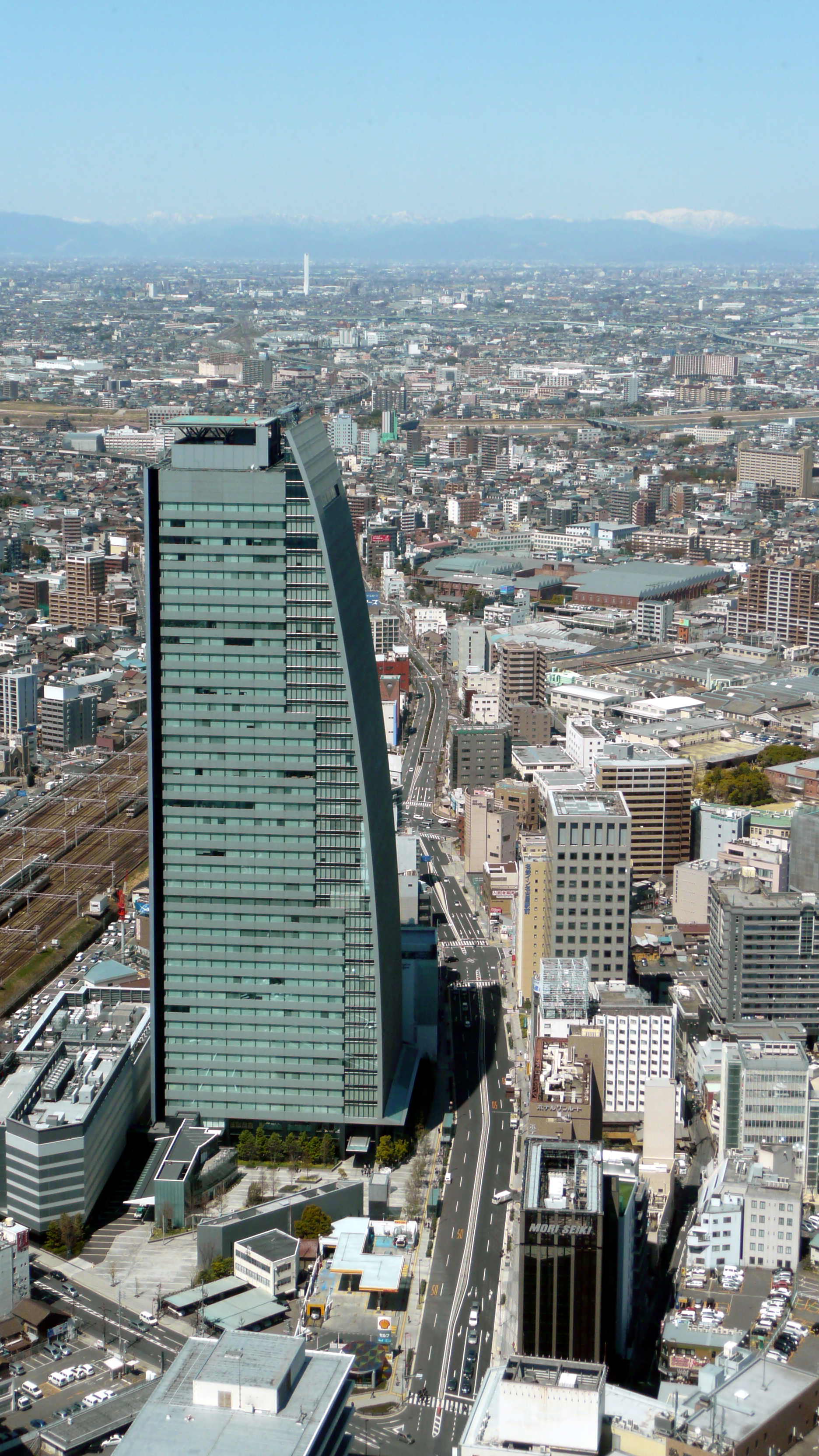
Nagoya Lucent Tower

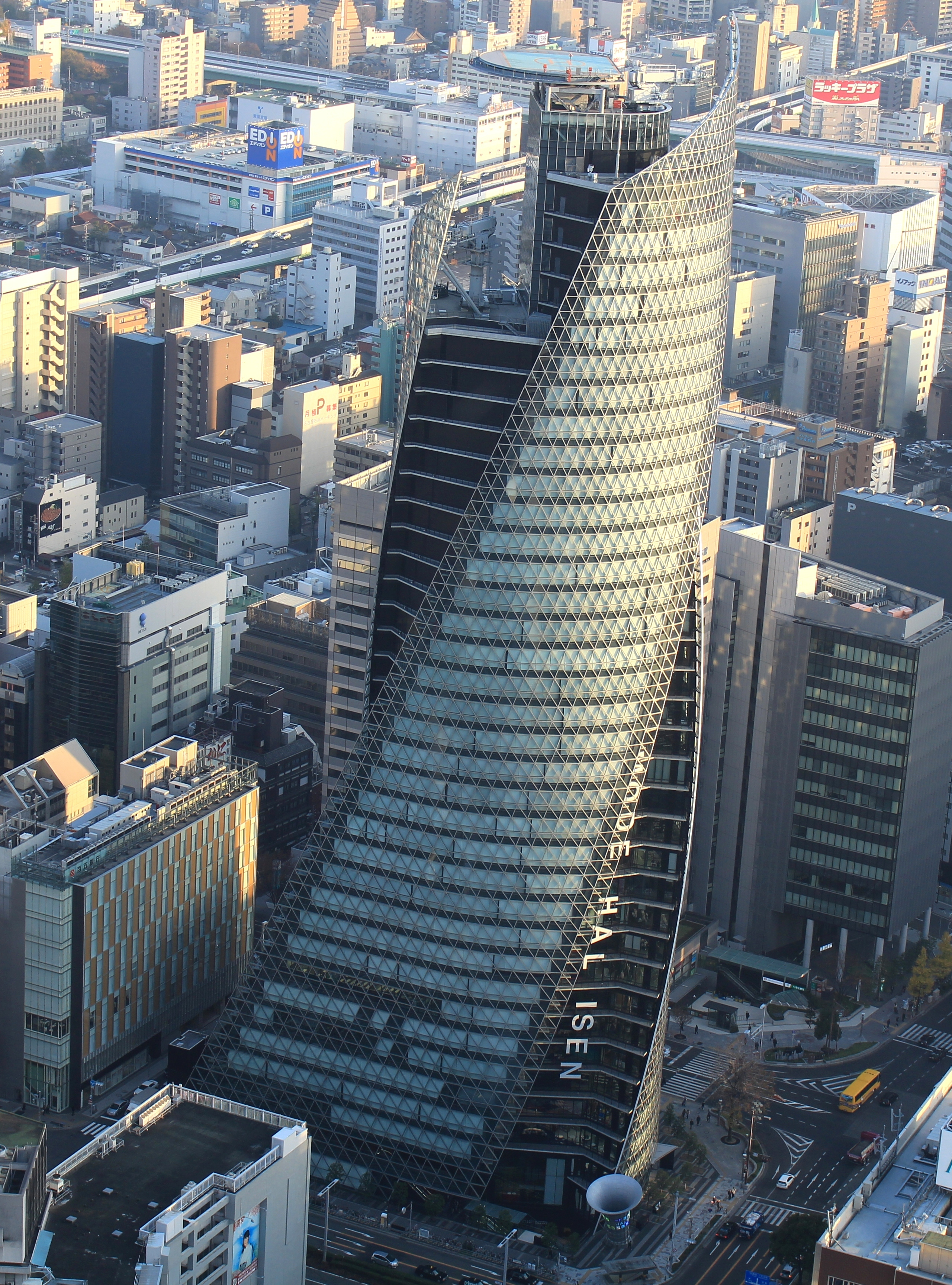
Mode Gakuen Spiral Towers in Nagoya

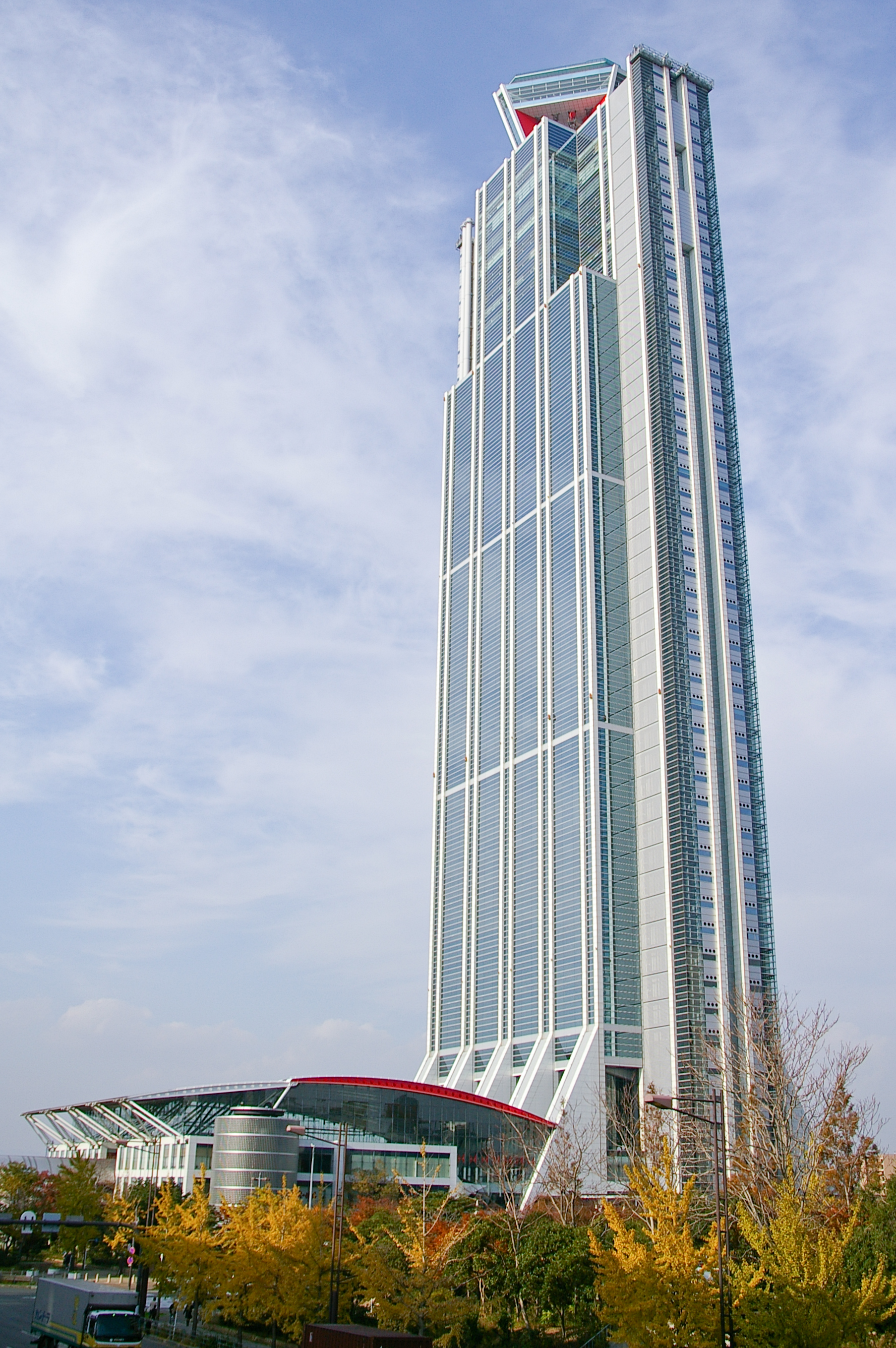
Osaka WTC Building

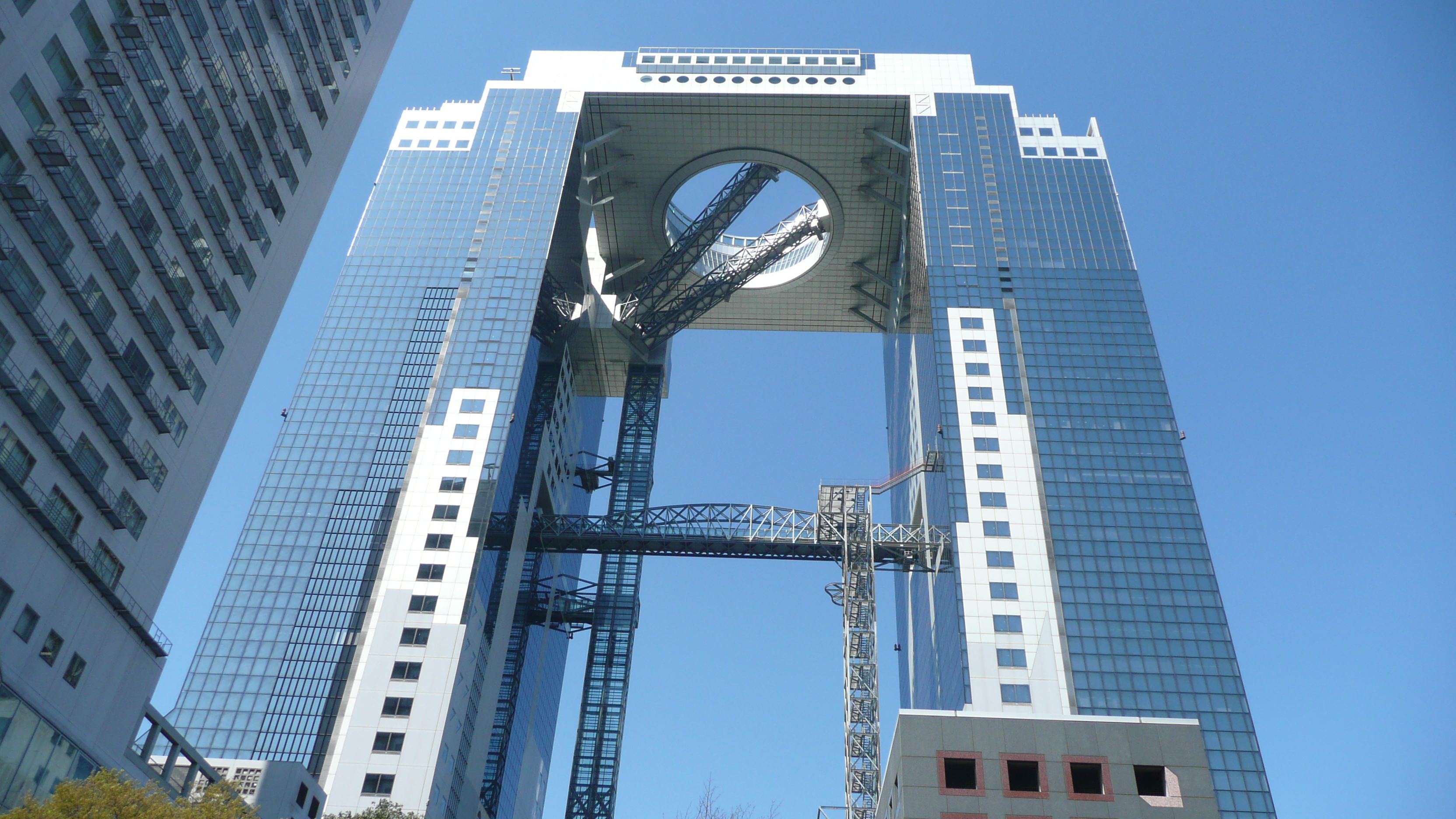
Umeda Sky Building

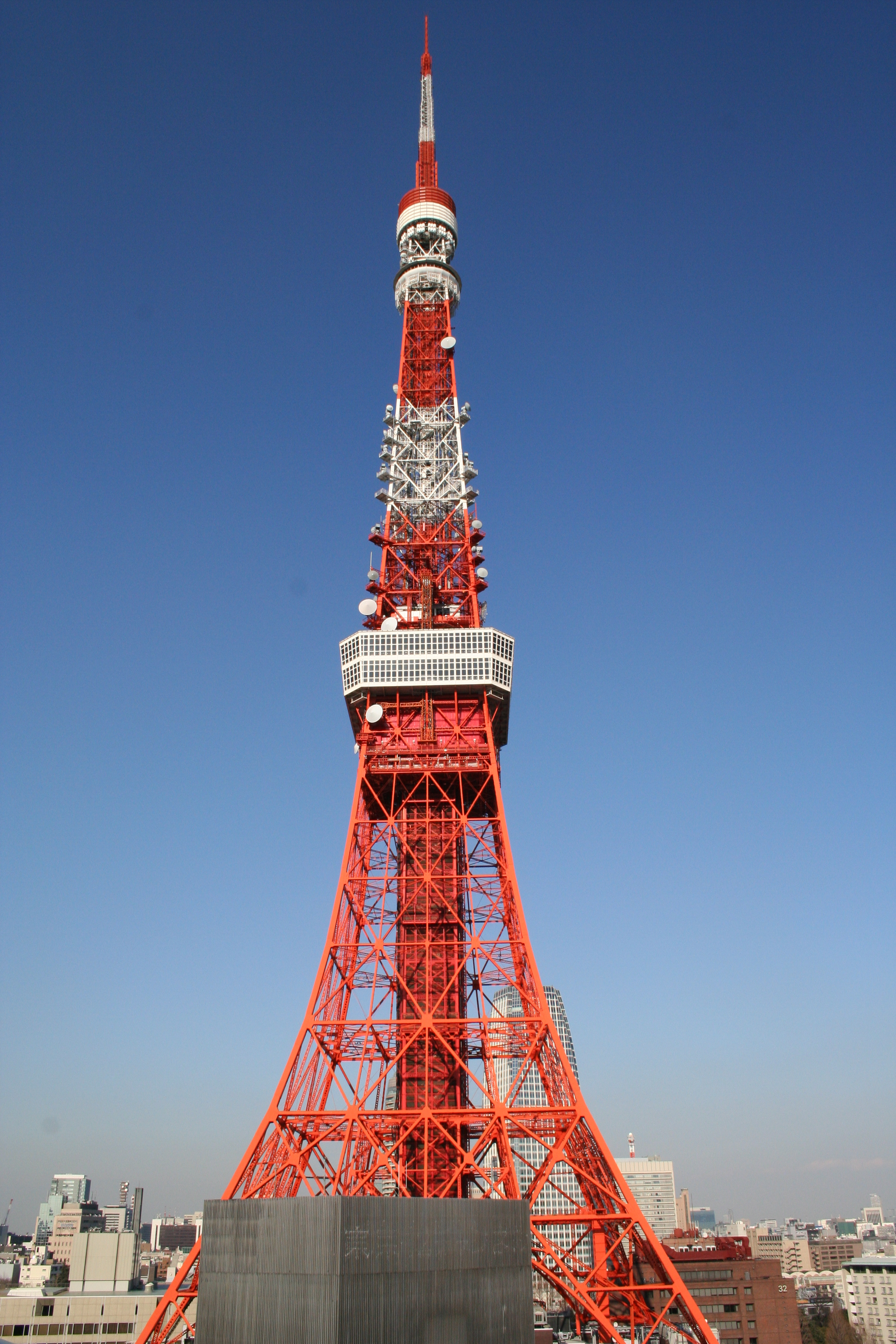
Tokyo Tower

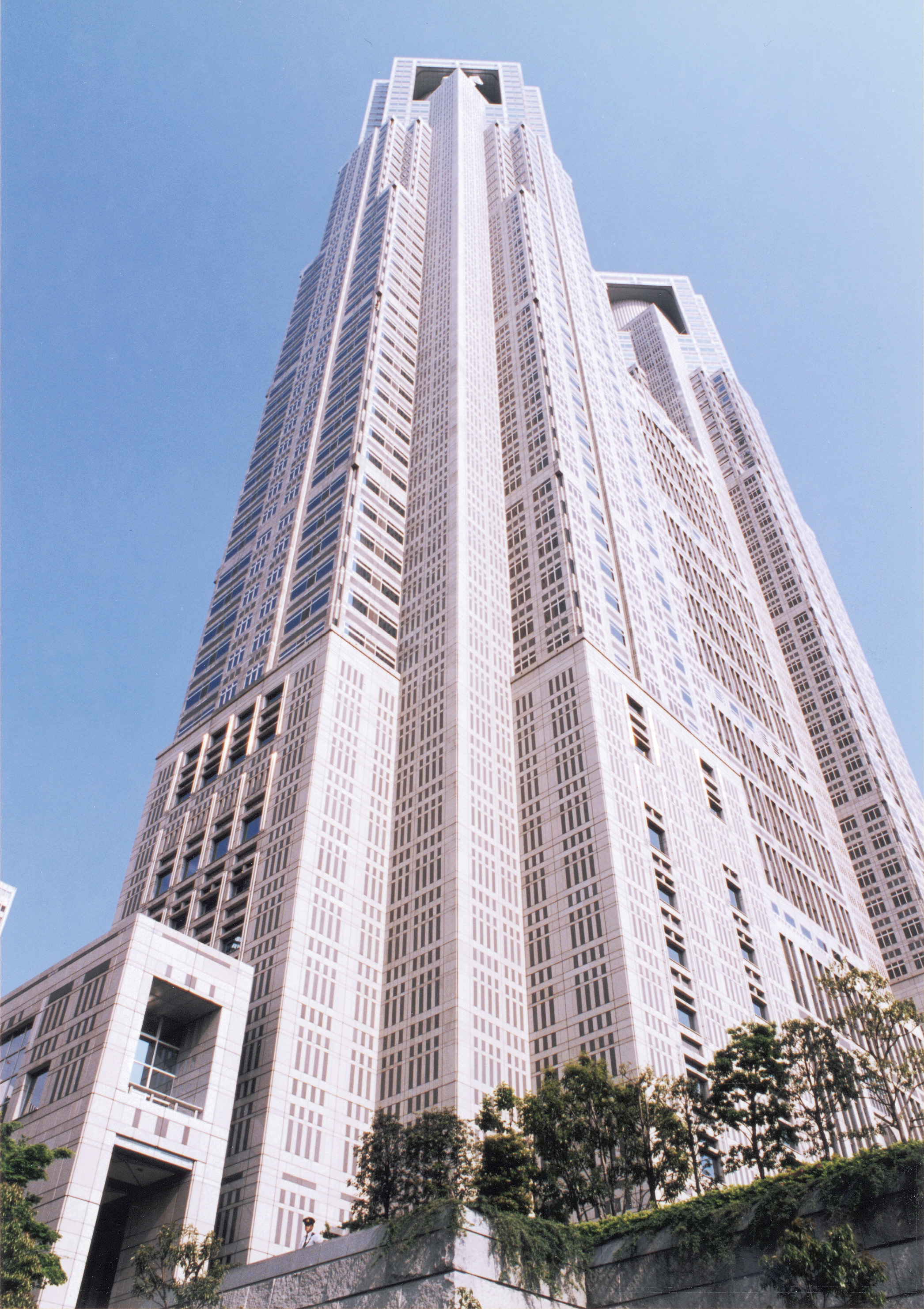
Tokyo Metropolitan Government Building (Tochō)

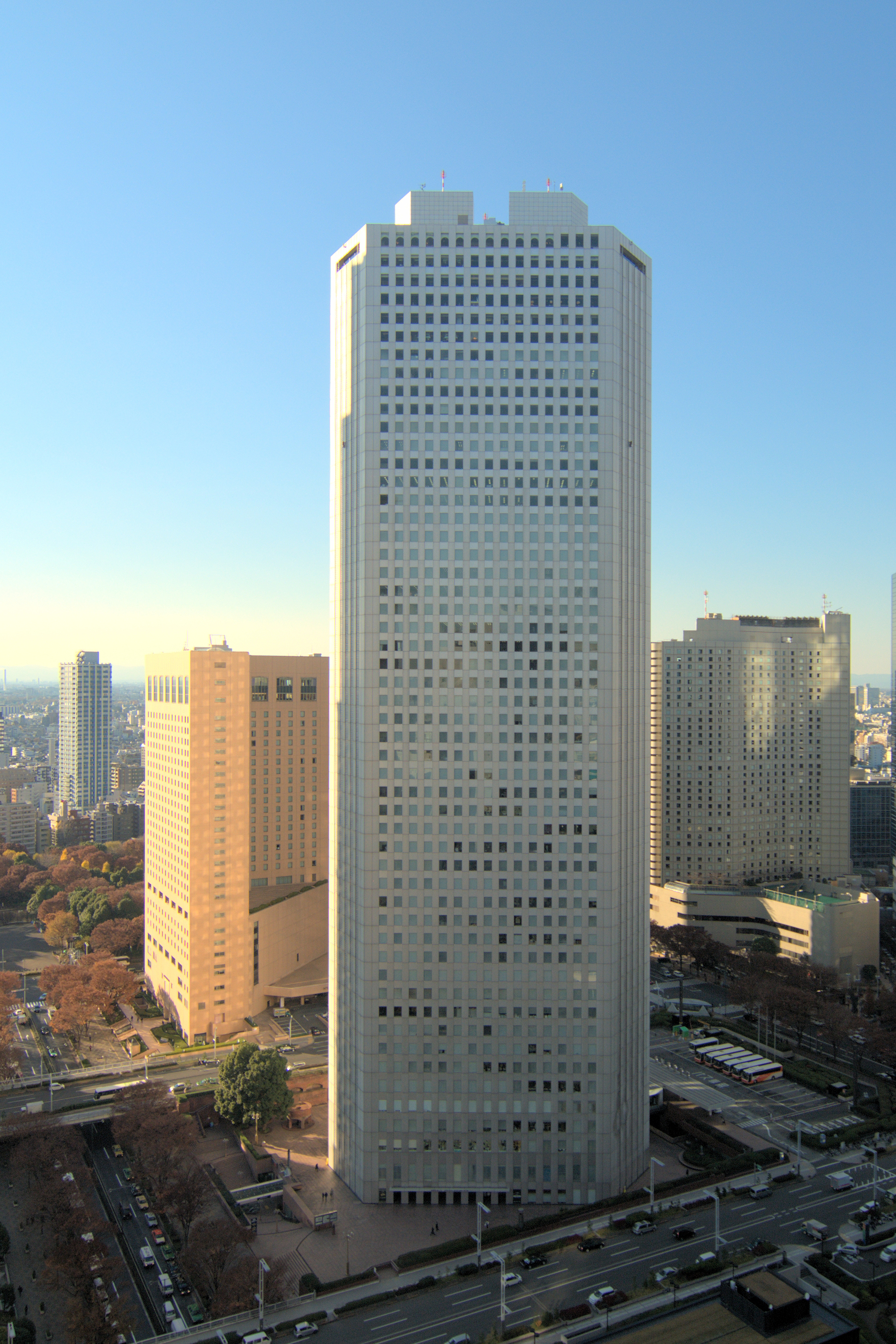
Shinjuku Sumitomo Building

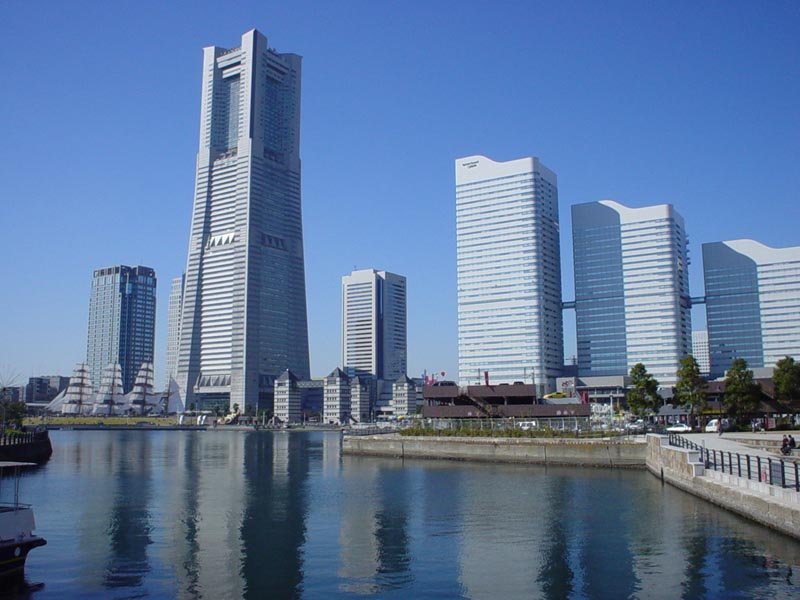
Landmark Tower in Yokohama

Liste der höchsten Bauwerke in Japan

## Akita
- Akita Port Tower Selion, 143 Meter

## Chiba
- APA Hotel ＆ Resort Tokyo Bay Makuhari, 181 Meter
- Marive East, 158 Meter
- Marive West, 158 Meter
- Sumitomo Chemical Engineering Center Building, 140 Meter

## Fukuoka
- Fukuoka Tower, 234 Meter
- Sea Hawk Hotel & Resort, 143 Meter

## Hamamatsu
- Act Tower, 213 Meter

## Hiroshima
- Urban View Grand Tower, 166 Meter
- NTT Credo Motomachi Building, 150 Meter

## Ichinomiya (Aichi)
- Twin Arch 138, 138 Meter

## Izumisano
- Rinku Gate Tower Building, 256 Meter

## Kawaguchi
- Elsa Tower 55, 185 Meter

## Kawasaki
- Park City Musashi-Kosugi Mid Sky Tower, 204 Meter
- Renaissance City Phase 2, 156 Meter

## Kōbe
- Kobe Kanden Building, 170 Meter
- Shin-Kobe Oriental City, 158 Meter
- D'Grafort Kobe Sannomiya, 152 Meter

## Kyōto
- Kyoto Tower, 131 Meter

## Nagoya
- Toyota-Mainichi Building, 247 Meter
- JR Central Office Tower, 245 Meter
- JR Central Hotel Tower, 226 Meter
- Fernsehturm Nagoya, 180 Meter
- Nagoya Lucent Tower, 180 Meter
- Mode Gakuen Spiral Towers, 170 Meter
- The Scene Johoku, 160 Meter
- Higashiyama Sky Tower, 134 Meter

## Niigata
- Bandaijima Building, 140 Meter

## Osaka
- Abeno Harukas, 300 Meter (höchstes Gebäude Japans)
- Osaka World Trade Center Building, 256 Meter
- Sakishima Building, 252 Meter
- Kitahama Tower & Plaza, 209 Meter
- X-Tower Osaka Bay, 200 Meter
- ORC200 Ichibangai Bay Tower, 200 Meter
- KEPCO Building, 195 Meter
- HERBIS OSAKA Office Tower, 190 Meter
- OAP Tower, 176 Meter
- Umeda Sky Building, 173 Meter
- City Tower Osaka, 170 Meter
- ORC200 Prio Tower, 167 Meter
- Applause Tower, 161 Meter
- Osaka ABC Tower, 160 Meter
- Crystal Tower, 157 Meter
- OBP Castle Tower Building, 157 Meter
- TWIN21 MID Tower, 157 Meter
- TWIN21 Panasonic Tower, 157 Meter
- Meiji Yasuda Seimei Osaka Umeda Building, 156 Meter
- HERBIS ENT Office Tower, 150 Meter

## Saitama
- NTT DoCoMo Saitama Building, 218 Meter (Antenne, Dach 100 Meter)
- Land Axis Tower, 168 Meter
- Saitama Gouvernment Tower 1, 154 Meter
- Saitama Gouvernment Tower 2, 139 Meter
- Ōmiya Sonic City, 137 Meter
- Saitama-Shintoshin MPT Building, 130 Meter

## Sakai
- Bell Marge Sakai, Tower A, 143 Meter
- Bell Marge Sakai, Tower B, 143 Meter

## Sapporo
- JR Tower, 173 Meter
- Fernsehturm Sapporo, 147 Meter

## Sendai
- Sendai Trust Tower, 180 Meter
- AERU, 146 Meter

## Shimonoseki
- Kaikyo Yume Tower, 153 Meter

## Takamatsu
- Play Park Gold Tower, 158 Meter

## Tokio
- Tokyo Sky Tree – Neuer Fernsehturm von Tokio, 634 Meter
- Tokyo Tower, 333 Meter
- Azabudai Hills Mori JP Tower, 325 Meter
- Tokyo Midtown Tower, 248 Meter
- Tokyo Metropolitan Government Building, 243 Meter
- Sunshine 60 Building, 240 Meter
- NTT Docomo Yoyogi Building, 240 Meter
- Roppongi Hills Mori Tower, 238 Meter
- Tokyo Opera City, 234 Meter
- Shinjuku Park Tower, 233 Meter
- Shinjuku Mitsui Building, 225 Meter
- Shinjuku Center Building, 223 Meter
- St. Luke’s Tower, 221 Meter
- Shiodome City Center, 216 Meter
- Dentsu Headquarters Building, 213 Meter
- Shinjuku Sumitomo Building, 210 Meter
- Shinjuku Nomura Building, 209 Meter
- GranTokyo Towers, 205 Meter
- Mode Gakuen Cocoon Tower, 204 Meter
- Izumi Garden Tower, 201 Meter
- Sompo Japan Head Office Building, 200 Meter
- Shin-Marunouchi Building, 198 Meter
- Tower X, 195 Meter
- Nihonbashi Mitsui Tower, 195 Meter
- Sanno Park Tower, 194 Meter
- Sea Tower, 194 Meter
- Mid Tower, 194 Meter
- Nittele Tower, 193 Meter
- Nihonbashi Mitsu Tower, 192 Meter
- Acty Schiodome, 190 Meter
- Shinjuku I-Land Tower, 189 Meter
- Cerulean Tower, 188 Meter
- Atago Green Hills Mori Tower, 187 Meter
- Cerulean Tower, 184 Meter
- Shinjuku Oak Tower, 184 Meter
- Century Park Tower, 180 Meter
- NEC Supertower, 180 Meter
- Keio Plaza Hotel North Tower, 180 Meter

## Yokohama
- Yokohama Landmark Tower, 296 Meter
- Queen’s Tower A, 172 Meter
- The Bank of Yokohama Head Office, 153 Meter
- Mitsubishi Jyuko Yokohama Building, 152 Meter
- Tower East, 144 Meter
- Tower West, 144 Meter
- Yokohama Grand InterContinental Hotel, 140 Meter

## Weitere Bauwerke
- LORAN-C-Sendemast Minami-Torishima, 411,5 Meter (abgebaut)
- OMEGA-Sendemast Shushi-Wan, 389 Meter
- Sendemast Ōtakadoyayama, 250 Meter
- LORAN-C-Sendemast Minami-Torishima, 213 Meter
- Sendemast Haganeyama, 200 Meter
- LORAN-C-Sendemast Gesashi, 190,5 Meter
- LORAN-C-Sendemast Niijima, 190,5 Meter
- LORAN-C-Sendemast Tokachibuto, 190,5 Meter